# Bremon Rascas
Bremon Rascas o Bermon Rascas (fl. XII secolo) è stato un trovatore linguadociano che scrisse in lingua occitana, probabilmente figlio secondogenito di Raimon Rascas signore di Uzès, morto nel 1209..
In seguito alla scomparsa del fratello maggiore (1211) eredita la signoria, con il nome di Bermon I (Spaggiari), attestato fra il 1146 e il 1174.
A Bremon gli vengono attribuite due cansos (Dieus et amors et merce e Lancan lo douz temps s'esclaire) solo in un manoscritto e, secondo Jeanroy, "Nostradamus mutò il primo nome Raimon Rascas in modo da poter legare il nome del trovatore a un noto giurista, Bernart Rascas di Avignone, il quale vi aveva fondato nel 1355 l'Ospedale della Trinità.
Saverio Guida resta dell'idea che la canso Dieus et amors et merci sia da attribuire "a Bermon (e non a Reimon e meno che mai a Bernard) Rascas".